# Heber Doust Curtis
 Heber Doust Curtis, ameriški astronom, * 27. junij 1872, Muskegon, Michigan, ZDA, † 9. januar 1942, Ann Arbor, Michigan.
Curtis je sodeloval na 11-h odpravah za raziskovanje Sončevih mrkov.

## Življenje in delo
Doktoriral je leta 1902 iz astronomije na Univerzi Virginije. Pred študijem se je veliko ukvarjal s klasičnimi jeziki in jih v šolskem letu 1893/1894|94 celo poučeval na srednji šoli. Deloval je na Observatoriju Lick in bil predstojnik Observatorija Allegheny.
Leta 1920 se je razvila slavna »Velika razprava« med Shapleyem in Curtisom o naravi meglic in galaksij ter velikosti Vesolja. Curtis je trdil, da so zvezdne meglice prave galaksije in da je krajevna Galaksija veliko manjša, kot jo je ocenil Shapley. Izkazalo se je, da je imel Shapley prav glede velikosti, a tudi Curtis se ni motil, ko je trdil, da spiralne galaksije ležijo daleč stran od Rimske ceste. To je potrdil nekaj let kasneje v letih 1922 in 1923 Hubble z 2540 mm zrcalnim daljnogledom na Mt. Wilsonu.
Curtis je leta 1918 prvi opazil nenavaden curek, ki se širi iz središča eliptične galaksije M 87. Danes se ga pojasni z zelo masivno črno luknjo v njenem središču z maso 3 milijarde Sončevih mas. Središče so opazovali z interferometroma VLA in VLBA in se mu približali na samo 1/10 svetlobnega leta.